# Nusrat Bhutto

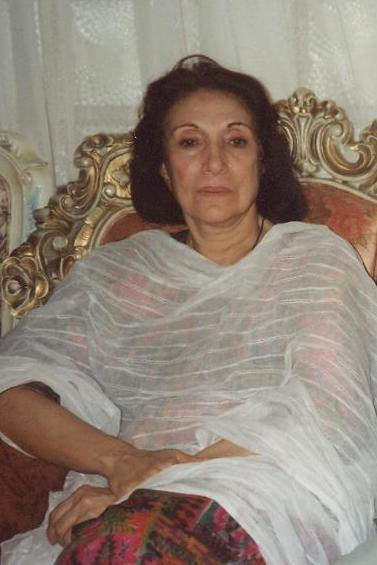
Nusrat Bhutto

Begum Nusrat Bhutto (* 23. März 1929 in Isfahan, Iran; † 23. Oktober 2011 in Dubai, Vereinigte Arabische Emirate) war eine pakistanische Politikerin. Die gebürtige Iranerin war die Frau des pakistanischen Premierministers Zulfikar Ali Bhutto und die Mutter der pakistanischen Premierministerin Benazir Bhutto. Während der Präsidentschaft von Zulfikar Ali Bhutto war sie die First Lady Pakistans. Nach der Absetzung Zulfikar Ali Bhuttos durch einen Putsch im Jahr 1977 wuchs Nusrat Bhuttos Einfluss in der Partei ihres Mannes, der Pakistanischen Volkspartei (PPP). 1977 wurde sie ins Parlament gewählt. Von 1988 bis 1990 war sie Ministerin ohne Geschäftsbereich und Abgeordnete der PPP.

## Herkunft und Jugend
Nusrat Bhutto (geb. Ispahani) war die Tochter eines iranischen Kurden und Unternehmers aus Teheran. Die Familie ließ sich zunächst in Mumbai nieder, emigrierte nach der Teilung Indiens aber nach Karatchi in Pakistan. Nusrat studierte vor der Emigration an der Universität Isfahan und schloss ihr Studium 1950 mit einem Bachelor of Arts (B.A.) in Humanities ab.

## Familie
In Karatschi lernte sie Zulfikar Ali Bhutto kennen, den sie am 8. September 1951 heiratete. Sie war seine zweite Frau. Das Paar hatte vier gemeinsame Kinder: die Tochter Benazir, die spätere Premierministerin von Pakistan, den Sohn Murtaza, der ebenfalls Politiker wurde, den Sohn Shahnawaz und die Tochter Sanam. Bhutto überlebte alle ihre Kinder bis auf Sanam. Bhuttos Schwiegersohn Asif Ali Zardari, der Mann ihrer Tochter Benazir, war von 2008 bis 2013 Präsident Pakistans.

## Politische Karriere
Bhutto begleitete ihren Mann zunächst nach Oxford, wo dieser Jura studierte, und kehrte dann mit ihm nach Pakistan zurück, wo er seine politische Karriere begann. Nachdem ihr Mann 1963 pakistanischer Außenminister geworden war und 1967 die Pakistanische Volkspartei (PPP) gegründet hatte, engagierte sich Nusrat Bhutto zunehmend politisch und beteiligte sich am Aufbau des Frauenflügels der PPP.
Von 1971 bis zur Absetzung von Zulfikar Ali Bhutto 1977 war Nusrat Bhutto die First Lady Pakistans und begleitete ihren Mann auf zahlreichen Staatsbesuchen im Ausland.
Nach der Absetzung und Verhaftung Zulfikar Ali Bhuttos durch den Putsch und die Machtergreifung Zia-ul-Haqs im Jahr 1977 übernahm ihre Tochter Benazir Bhutto den Vorsitz der PPP, der nun stärksten Oppositionspartei. Nusrat Bhutto engagierte sich ebenfalls stärker in der PPP und wurde 1977 ins Parlament gewählt. Von 1979 bis 1983 war Nusrat Bhutto Vorsitzende der PPP. Ab 1981 engagierte sie sich im neuen, von ihr mitgegründeten Movement for the Restoration of Democracy, einer friedlichen Oppositionsbewegung gegen das Regime von Mohammed Zia-ul-Haq.
In der Zeit zwischen dem Sturz von Zulfikar Ali Bhutto am 5. Juli 1977 und seiner Hinrichtung am 5. April 1979 standen Nusrat Bhutto und ihre Tochter Benazir Bhutto meistens unter Hausarrest. Nusrat Bhutto durfte nicht an der Beerdigung ihres Mannes teilnehmen. Nach der Hinrichtung wurden Nusrat und Benazir Bhutto mehrere Monate inhaftiert, danach wurde über sie wieder Hausarrest verhängt. 1982 durfte Nusrat Bhutto aus gesundheitlichen Gründen ins Exil nach London gehen, wohin ihre Kinder ihr später nachfolgten.
1988 fanden in Pakistan erstmals seit dem Putsch im Jahr 1977 freie Wahlen statt, aus denen Benazir Bhutto als Siegerin hervorging. Daraufhin kehrte Nusrat Bhutto nach Pakistan zurück und wurde in der von ihrer Tochter Benazir Bhutto geführten neuen Regierung der PPP Ministerin ohne Geschäftsbereich. Außerdem hatte sie einen Sitz in der Nationalversammlung. 1990 wurde die Regierung aufgelöst.
1993 wurde Benazir Bhutto wiedergewählt. Nusrat Bhuttos im Ausland lebender Bruder Murtaza Bhutto, der ebenfalls kandidiert hatte, wandte sich zunehmend gegen Benazir Bhuttos Politik und strebte selbst die Führungsrolle in der PPP an. Nusrat Bhutto unterstützte in diesem Familienkonflikt ihren Sohn Murtaza, woraufhin Benazir ihr den Ko-Vorsitz der PPP entzog. Nach der Ermordung Murtaza Bhuttos im Jahr 1996 zog sich Nusrat Bhutto aus der Öffentlichkeit und aus der Politik zurück und söhnte sich mit Benazir Bhutto wieder aus.

## Krankheit und Tod
Von 1998 bis zu ihrem Tod lebte Nusrat Bhutto mit Familienmitgliedern zurückgezogen von der Öffentlichkeit in Dubai. Bhutto hatte Krebs und litt in ihren letzten Lebensjahren unter Alzheimer. Am 23. Oktober 2011 starb sie im Iranischen Krankenhaus in Dubai.

## Ehrungen und Bedeutung
Nach ihrem Tod verlieh ihr das pakistanische Parlament den Ehrentitel Mādar-e-Jamhooriat (Mutter der Demokratie). In Pakistan wurde sie zu einem Symbol für den Widerstand gegen die Militärdiktatur Zia-ul-Haqs und für den Kampf für die Demokratie.